# Зосимов, Борис Гурьевич
Бори́с Гу́рьевич Зо́симов (род. 2 сентября 1952, Рига, СССР) — российский медиаменеджер и музыкальный продюсер. В прошлом — председатель совета директоров телеканала «MTV Россия» с 1998 по 2002 год, президент и генеральный директор лейбла «PolyGram Russia» (позже — «Universal Music Russia») с 1994 по 1998 год.

## Биография
Родился 2 сентября 1952 года в Риге в семье служащих; окончил финансово-кредитный факультет МИНХ им. Г. В. Плеханова; работал референтом КМО СССР, в Ленинградском райкоме ВЛКСМ г. Москвы; 1979—1980 — заместитель начальника управления приёма почётных гостей Оргкомитета Олимпийских игр в Москве; в 1981 году — заместитель начальника отдела Школы переподготовки кадров комсомольских работников ЦК ВЛКСМ; в середине 80-х также числился артистом Ташкентского цирка.
Шоу-бизнесом Зосимов стал заниматься с 1981 года. Советский музыкальный импресарио Ованес Мелик-Пашаев пригласил его на работу в группу «Воскресение», ради чего тому пришлось оставить работу в ЦК ВЛКСМ.
В 1981—1989 годах — администратор музыкальных рок-групп «Воскресение» и «Земляне», певца Александра Барыкина; в 1989 году создал и возглавил кооператив «BIZ», зарегистрировал в США компанию «BIZ Enterprises»; в 1991 году — через месяц после августовского путча был соорганизатором фестивалей «Монстры рока СССР» и «Монстры рока» на Тушинском аэродроме, собравшем звёзд мировой рок-музыки первой величины, выступавших в жанре метал, и рекордное количество зрителей — не менее полумиллиона; с 1994 по 1998 год был президентом и генеральным директором лейбла «PolyGram Russia».
В 1995—1996 годах вместе с Сергеем Лисовским участвовал в создании телеканала «Муз-ТВ».
В 1996 году стал одним из учредителей АО «Квинта+», действующей в сфере музыки и шоу-бизнеса на телевидении; владелец фирм «BIZ Enterprises» и «BIZ Express», телеканала «BIZ-TV» (с 1998 года — «MTV Россия»); являлся издателем журналов «Империал», «Рок-Сити», газеты «Джокер», владельцем радиостанции «Хит FM».
В мае 2002 года продал свою долю в телеканале «MTV Россия» владельцу общемирового бренда MTV в лице Viacom International Inc.
В настоящее время находится на пенсии. В 2018 году газета «КоммерсантЪ» сообщила о нём так: «Ныне от музыкальной индустрии далёк, изредка даёт ностальгические интервью».

### Общественная позиция
В 2001 году подписал письмо в защиту телеканала НТВ.

### Подозрения в причастности к убийству Владислава Листьева
2 марта 2017 года на портале Russian Criminal была опубликована статья «Как и кто убил Владислава Листьева», в которой утверждается (со ссылкой на данные Интерпола), что Зосимов совместно с Сергеем Лисовским выступили заказчиками убийства Владислава Листьева. Организацией физического устранения генерального директора ОРТ занимались члены Солнцевской ОПГ.

## Награды
Лауреат премии «ТЭФИ-2000» в номинации «Продюсер».

## Семья
- Первая жена — Нина Афанасьевна (род. 23 июля 1953)
  - дочь Елена Зосимова (род. 11 сентября 1975) — в 1990-х поп-певица и телеведущая программы «Банзай!» на «MTV Россия»[13][14].
    - внуки: Илья Хенкин, Борис Хенкин

- Вторая жена — Полина Георгиевна Ташева (род. 4 апреля 1974), бывшая модель агентства «Red Stars», сыграла принцессу в фильме «Бременские музыканты и Со», также снялась в клипе Влада Сташевского «Любовь здесь больше не живёт» и клипе Юрия Шатунова — «Звёздная ночь».
  - Мария Зосимова (род. 1995)
  - Анастасия Зосимова (род. 1998)
  - Дарья Зосимова (род. 2008)[15]